# كارلا بيروكال
كارلا بيروكال (بالإسبانية: Carla Berrocal)‏ هي رسامة توضيحية إسبانية، ولدت في 1983 في مدريد في إسبانيا.

## وصلات خارجية
- الموقع الرسمي